# Stejaru (Teleorman)
Pour les articles homonymes, voir Stejaru.
Stejaru est une commune du județ de Teleorman en Roumanie.

## Démographie
En 2021, la population était de 1 624 habitants.